# Fritz Matzies
Fritz Matzies (* 3. November 1881 in Buddern; † 1957) war Landtagsabgeordneter in Preußen und im Memelland (SPD bzw. Sozialdemokratische Partei des Memelgebietes).

## Leben
Fritz Matzies erlernte nach der Volksschule den Beruf eines Schreiners. Er arbeitete als Holzarbeiter und bis 1911 als Tischler. 1909 wurde er Vorsitzender der Filiale des Holzarbeiterverbandes und des Gewerkschaftskartells in Konitz und von 1910 bis 1911 in Allenstein. Nachdem er 1911 die zentrale Gewerkschaftsschule in Berlin absolviert hatte, arbeitete er von April 1911 bis 1920 hauptamtlich als Angestellter des Holzarbeiterverbandes in Memel. Zwischen 1915 und 1918 leistete er Kriegsdienst.
1914 war Matzies Vorsitzender der SPD in Memel. Für die SPD Ostpreußens gehörte er der Preußischen Landesversammlung an. Nach der Abtrennung des Memellandes war er ab 1927 Vorsitzender der Sozialdemokratischen Partei des Memelgebietes. Er war Stadtverordneten-Vorsteher in Memel. Von 1920 bis 1922 war er Landesdirektor des Memelgebiets, von 1923 bis 1927 dann hauptamtlicher Vorsitzender der Landesversicherungsanstalt für das Memelgebiet. Von 1919 bis 1920 war er Vorsitzender und 1927 Vorstandsmitglied des Gewerkschaftskartells für das Memelgebiet. 1919 war er Vorstandsmitglied der Ortskrankenkasse in Memel und Beisitzer beim Versicherungsamt.